# Константин Треньов
Константин Андреевич Треньов (2 юни 1876 – 19 май 1945) – руски съветски писател. Носител на Държавна награда на СССР през 1941 г.

## Биография
Константин Треньов е роден на 2 юни 1876 г. в семейство на крепостни селяни. Завършва Духовната академия в Санкт Петербург. През 1901 – 1903 г. учи в Петербугския археологически институт. Вече като известен писател учи в Таврическия университет през 1921 г.
Пише историческо-революционни пиеси.
Умира на 19 май 1945 г. в Москва, където е и погребан.

## Творчество
- „Любов Яворая“ – 1927 г. (нова редакция – 1936 г.) – най-значимата му творба
- „Жена“ – 1926 г.
- „Опит“ – 1934 г.
- „Гимназисти“ – 1935 г.
- „На брега на Нева“ – 1937 г.
- „Ана Лучинина“ – 1941 г.
- „Командир“ – 1945 г. и др.